# Museo Costumbrista Regional (Ures)
El Museo Costumbrista Regional de Ures es un museo que forma parte de la red del Instituto Sonorense de Cultura, que se encuentra en la ciudad de Ures, del Estado de Sonora. 

## Ures
Ures fue fundado en 1636 y cuyo nombre y categoría de municipio fueron dados por los jesuitas Francisco Paris y Bartolomé Castaños, fue la ciudad capital del estado en el siglo antepasado en los años 1860 a 1870 aproximadamente, dejó de ser capital por no poderse introducir siendo las vías del ferrocarril por su situación geográfica, siendo estratégicamente Hermosillo quedando como capital de Sonora. Volviendo Ures a ser únicamente un municipio más del estado, dejando atrás su historia categoría de la cual ostentó por poco tiempo.
Un pueblo lleno de historia y acontecimientos muy especiales. Ciudad capital en 1867 (del siglo anterior) del estado de Sonora y que formó parte de lo que en aquellos tiempos ciertos lugares (municipios) se llamaban intendencias, o sea que Ures por ser cabecera del Estado le correspondió esta categoría, pues consistía en que de ese lugar del estado se gobernaba Sonora, Chihuahua, Sinaloa, y Baja California, así le correspondió a Arizpe y después para Sinaloa y con el derrocamiento del Gobierno de Don Porfirio Díaz, se terminó este sistema de gobierno pasando a que cada estado tuviera su ciudad capital.

## Antecedentes e historia
La casona fue construida en el siglo XIX, entre 1850 y 1860: en 1890 fue comprada por Don Francisco Téllez, próspero ganadero sonorense cuando el inmueble se encontraba en total abandono y en ruinas. Ubicada en las calles Ignacio Pesqueira y Dr. Raúl Terán, misma que abarca casi una cuadra por lo que Francisco Téllez la compró en $ 800.00 (ochocientos pesos) la finalidad era para llevar a su recién pareja, pues en ese año contrae nupcias con la Señorita Herminia Araiza Serrano. En 1939, en un mes de mayo estuvo de visita el general Lázaro Cárdenas siendo Presidente de la República, quien se encontraba en Hermosillo supo que Don Francisco Téllez se encontraba delicado de salud debido a que el general Lázaro Cárdenas hizo muy buena amistad con la familia Téllez antes de ser Presidente de la República, a pesar de esa amistad el señor Téllez se opuso al noviazgo que el general Cárdenas y su hija Carmela tuvieron en alguna época de sus vidas, pero la amistad con la familia no desmereció. Actualmente esta casona es el Museo de Ures.

## Salas y exposiciones

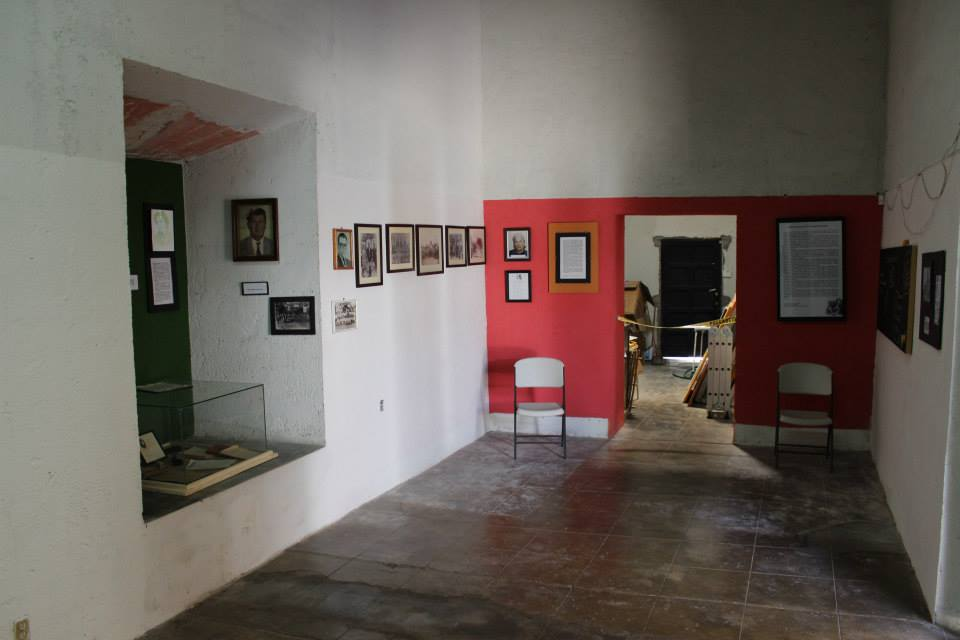
Museo Regional de Ures sala dos

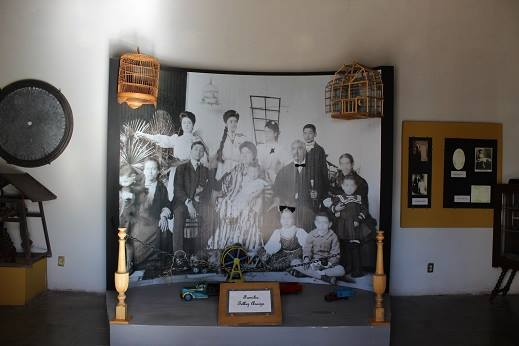
Diorama de la Familia Tellez Araiza

- Sala de la Época Prehispánica. Carteles de los primeros sonorenssus tradiciones, su flora, alimentos tradicionales, sus misiones y sus primeros pobladores.

- Sala del Siglo XVIII. Carteles y fotografías de personajes de esta época, motor de reloj que estaba en la Casa de Corrección (Correccional).

- Sala de los Maderistas Ures. Fotos y objetos de la época, equipo médico del Dr. Raúl Terán Mirazo.

- Sala de la Familia Téllez Araiza. Objetos familiares y diorama de la Familia Téllez.

- Sala del Baile Blanco y Negro. Fotografías de la primera candidata y reyna del Baile Blanco y Negro y de los siguientes años, objetos que pertenecieron a familias de Ures.

- Sala de Personajes Políticos y del magisterio de Ures.Ropero antiguo, cámaras fotográficas y de video antiguas, vitrina con trastes que pertenecieron a japoneses que vivieron en esa época.

- Sala de Objetos antiguos y fotografías. Fotografías de los primeros japoneses que vivieron en Ures, creadores de la receta de fabricación del jamoncillo, diferentes tipos de maletas y baúles de la época, caja registradora

- Sala Lúdica. Sala infantil de juegos, espacio para fotos

- Pasillo. Carroza fúnebre traída y construida en la Ciudad de Nueva York, cuando murió el General Miguel Piña Araiza. Se donó en 1926 esta al pueblo.
- Sala de Símbolos Patrios de México. Águila disecada representando el Escudo Nacional, Bandera de México, copias de las estrofas del Himno Nacional Mexicano, fotografías de personajes históricos libro de la Constitución Mexicana.

- Sala del H. Congreso del Estado de Sonora. Fotografías del Congreso del Estado, sillas que se utilizaron en reunión del Congreso en este lugar.

- Sala Auditorio.

- Oficina y Dirección del Museo

- Portales Interiores. Murales de la Historia de Sonora, reproducción de figuras de dioses aztecas, dos proyectores de cine antiguos, estatuas de bronce de las musas fabricadas en Nueva York y traídas para el festejo del primer Centenario de la Independencia de México.